# Trogon de Sumatra
El trogon de Sumatra (Apalharpactes mackloti) és una espècie d'ocell de la família dels trogònids (Trogonidae) que habita la selva humida de les muntanyes occidentals de Sumatra.